# قاسم بیگ ذاکر
قاسم بیگ ذاکر (ترکی آذربایجانی: Qasım bəy Zakir; احتمالاً ۱۷۸۶ – ۱۸۵۷) شاعر اهل خانات قره‌باغ بود. او زاده شهر شوشی بود. وی یکی از بنیان‌گذاران رئالیسم انتقادی و ژانر طنز در ادبیات آذربایجانی است. قاسم بیگ ذاکر برترین شاعر و طنزپرداز آذربایجانی نیمه اول قرن نوزدهم و بزرگ‌ترین استاد شعر طنز قرن نوزدهم در آذربایجان تلقی می‌گردد.

## زندگی‌نامه
قاسم بیگ ذاکر احتمالاً در سال ۱۷۸۶ در خانواده اشرافی بیگ در پناه‌آباد، پایتخت خانات قره‌داغ، زاده شد. وی از خاندان جوانشیر بود که بر قره باغ حکومت می‌کرد.
قاسم بیگ ذاکر به وسیله اشعار طنزآمیزش کوته فکری و خرافات پرستی روحانیون(آخوندها)، و همچنین فساد و سوء حکومت مسئولان اشرافی محلی (بیگ‌زادگان) و مقامات روسیه تزاری را توبیخ می‌کرد. «کنستانتین تارخانوف»، فرماندار حکومت روسیه تزاری در قره باغ، به دلیل انتقاد ذاکر از او، شاعر را برای مدتی به باکو تبعید کرد. سرانجام با مداخله دوستانش به شاعر اجازه داده شد که به شوشی، محل زندگی و زادگاه خود بازگردد که بیشتر عمر خود را در آنجا سپری کرد.
برخی از شکایات و استغاثههای قاسم بیگ ذاکر موسوم به «شکایت‌نامه» که به صورت منظوم نوشته‌است، حفظ و منتشر شده‌است. مخاطب این آثار که ماهرانه به نظم درآورده شده‌است، هموطنان تأثیرگذار مانند میرزا فتحعلی آخوندزاده و «اسماعیل بیگ قوتقاشینلی» اولین داستان‌نویس آذربایجانی که در ارتش امپراتوری روسیه به درجات بالایی دست یافته بود، می‌باشند. وی تأثیرات زیادی از شیوه شعرسرایی ملاپناه واقف گرفته بود. قاسم بیگ ذاکر مثل ملاپناه واقف به گونه‌های ساده و متداول شعرسرایی در ادبیات فولکلور عاشیق متوسل شده بود. وی همچنین چندین منظومه به زبان فارسی و در وزن عروض و چندین نثر در قالب قافیه سروده بود. با آنکه حکایت پندآمیز قاسم بیگ ذاکر در اسلوب رایج شرقی که برای اولین بار در کتاب کلیله و دمنه ظاهر شده‌است، سروده شده‌است، اما احتمال می‌رود آن‌ها تأثیراتی از روشهای منطبق شده توسط ایوان کریلوف، افسانه‌پرداز و حکایتنویس نام‌آشنای روس، گرفته باشند. قاسم بیگ ذاکر برای اولین بار معادل آذربایجانی واژه‌های روسی از اصطلاحات اداری را به کار بسته‌است.
اشعار قاسم بیگ ذاکر اولین بار در سال ۱۸۵۴ در روزنامه «قفقاز» چاپ تفلیس و سپس در سال ۱۸۵۶ در شهر «تمیر خان شورا» (بویناکسک کنونی) از سوی «میرزا یوسف نرسسوف قره باغی» منتشر شد.